# Gschwend
Gschwend là một thị xã nằm ở huyện Ostalbkreis, thuộc bang Baden-Württemberg, Đức.